# Jobat (job board)

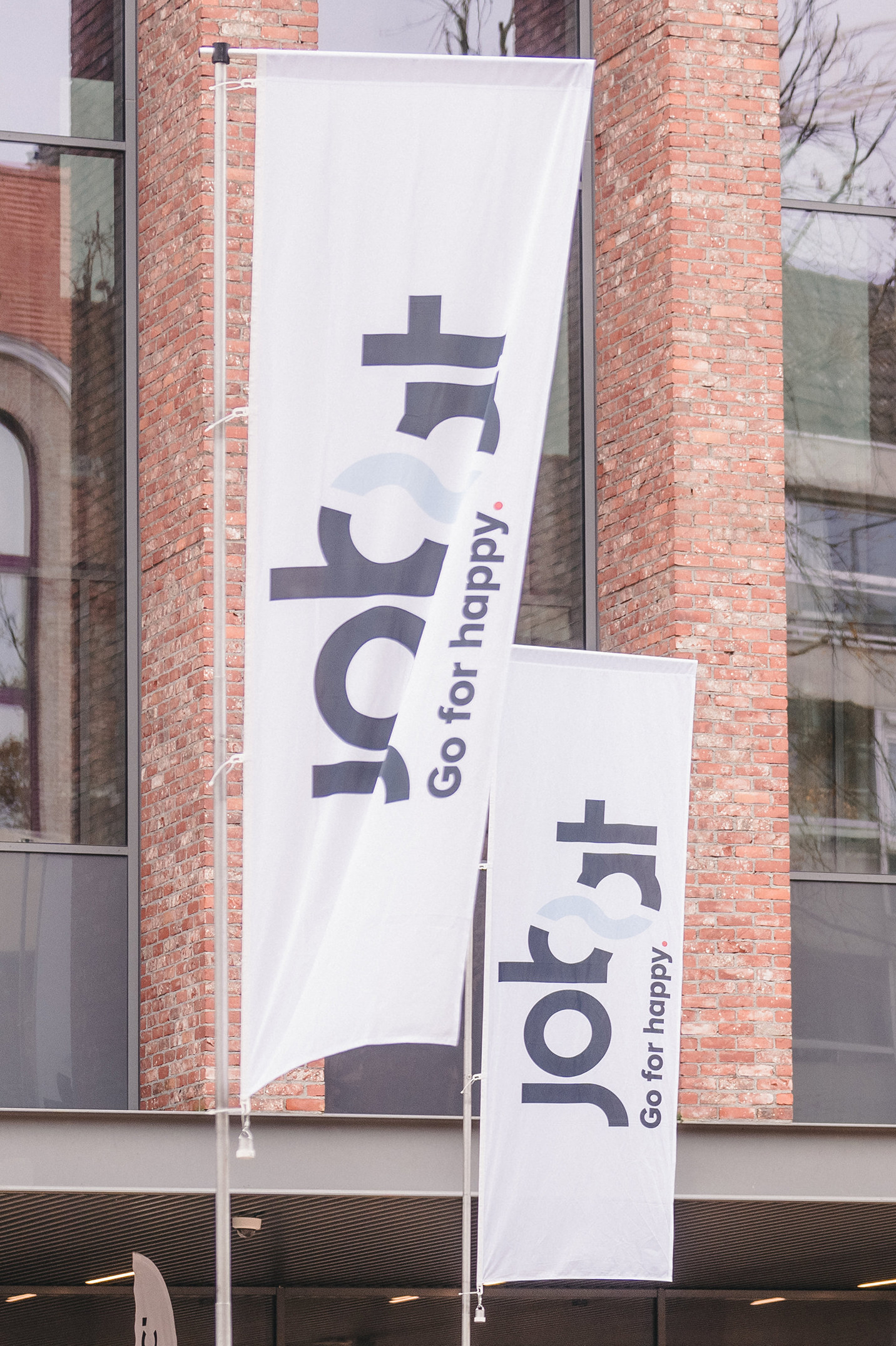

Jobat is het nummer één rekruteringsplatform in België en al jaren de grootste commerciële Belgische jobsite. Werknemers vinden er een job en/of carrièreadvies, werkgevers de perfecte kandidaat. De bekende zin “Op een dag vind je de job van je leven, en dan ben je weg natuurlijk”, was ooit een campagne van Jobat.
Oorspronkelijk was Jobat – dat vóór 2005 nog Job@ heette – voornamelijk een krant, als bijlage bij De Standaard, Het Nieuwsblad en De Gentenaar, met artikelen over werk en carrière, gevolgd door jobaanbiedingen. In de loop der jaren heeft Jobat zich ontwikkeld tot een online carrièreplatform, waarbij de focus ligt op digitale vacatures, carrièretips en bedrijfsinformatie. Werkzoekenden kunnen er onder andere hun cv uploaden of job-alerts voor interessante jobaanbiedingen activeren. Sinds 2023 bestaat ook de Jobat app.
Naar werkgevers toe biedt Jobat diverse crossmediale oplossingen aan om hun jobaanbiedingen te matchen met de beste kandidaten.

## Joint venture
Van oorsprong heeft Jobat altijd deel uitgemaakt van mediabedrijf Corelio, dat in 2013 een joint venture heeft gevormd met mediagroep Concentra tot Mediahuis. Sindsdien verschijnt Jobat als bijlage ook in de kranten en op de websites van Het Belang van Limburg en Gazet van Antwerpen.
In 2019 werd aangekondigd dat Jobat en Vacature.com zouden samensmelten in een joint venture tussen Mediahuis en DPG Media. Deze samenwerking werd opgezet om een toonaangevende positie in de Belgische job- en rekruteringsmarkt te behouden en om de digitale transformatie van de sector te versnellen, dankzij onder andere een groter bereik. Sindsdien is Jobat als merk ook terug te vinden op ondermeer de websites en kranten van Het Laatste Nieuws en De Morgen.

## Jobat Salariskompas
Het Jobat Salariskompas is een online tool waarmee gebruikers hun brutoloon kunnen vergelijken met dat van anderen in vergelijkbare functies en sectoren. De tool geeft een objectieve inschatting van een marktconform loon, op basis van actuele data van duizenden gebruikers en aanvullende bronnen.
Het Salariskompas werd in 2008 gelanceerd als onderdeel van Vacature.com. Vanaf 2010 had Jobat een soortgelijke tool, die de Loonwijzer werd genoemd. Na de joint venture in 2019 werden deze samengesmolten tot het huidige Jobat Salariskompas. Anno 2023 namen maar liefst 92.000 respondenten deel aan het Jobat Salariskompas loononderzoek.

## Trivia
- Zowel in 2010 als in 2011 won Jobat.be de titel van Jobsite van het Jaar, in de Site van het Jaar verkiezing van Clickx Magazine.
- In naam van Jobat worden jaarlijkse jobbeurzen georganiseerd in de grootste Belgische steden. Deze gaan door het leven als Jobat Live, vroeger Jobat Career Launch.